# Fortuné Koller
Pour les articles homonymes, voir Koller.

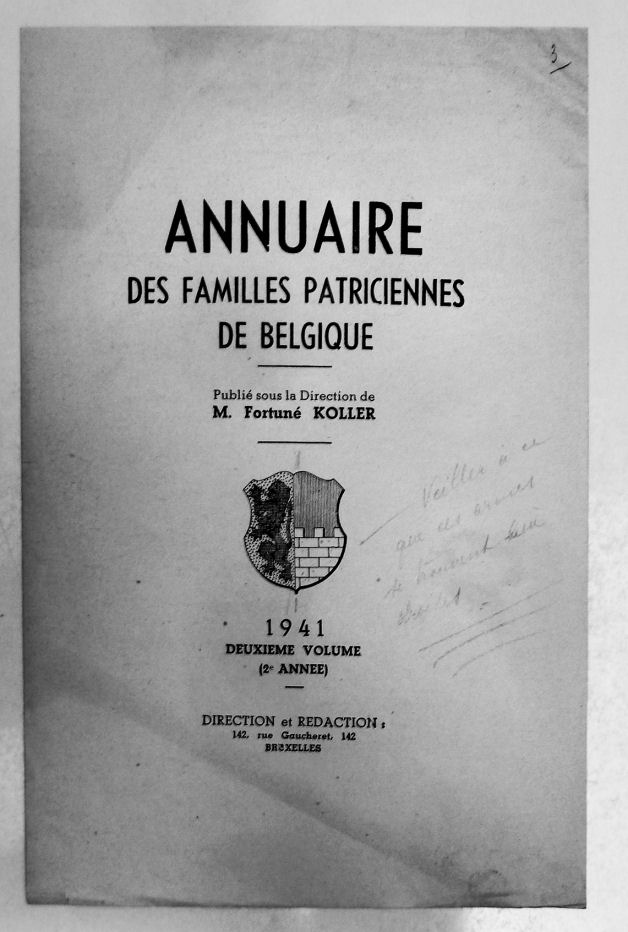
Page de titres avec annotations manuscrites, Collection municipale Saint-Nicolas

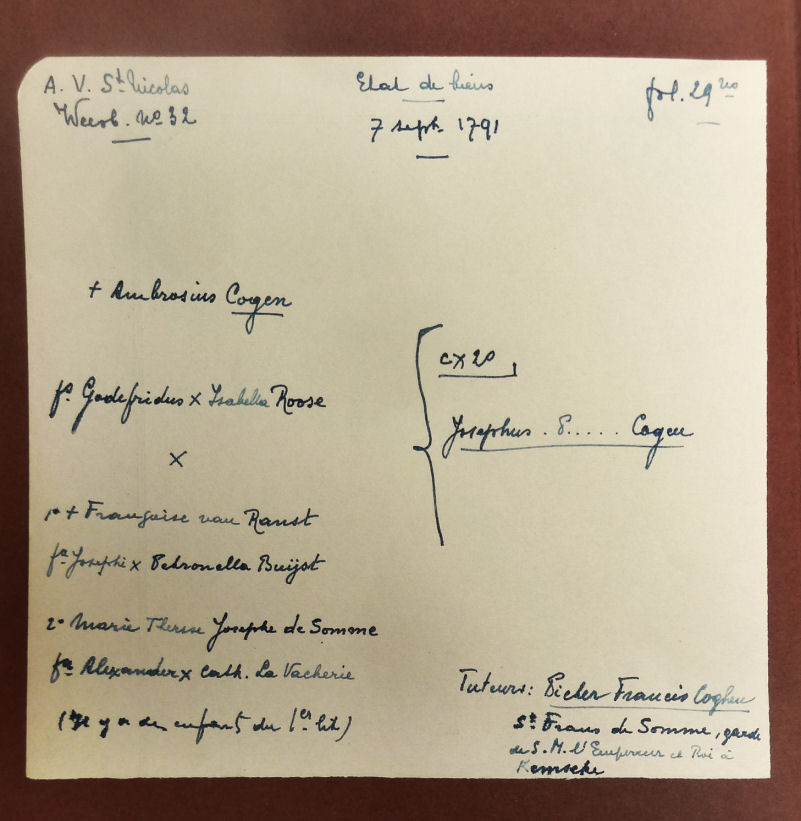
Etats de Biens d'Ambroise Cogen, 1761 - Saint-Nicolas

Fortuné Koller, né à Paris 1907 et mort en Belgique en 1981, fut un généalogiste et héraldiste belge et l'éditeur de plusieurs revues généalogiques.
Koller est très apprécié pour ses recherches des familles avant la Révolution Française. Il a fait d'importantes recherches sur les armoiries familiales en Flandre.

## Biographie
Fortuné Koller est né à Paris (10ème arrondissement) le 4 décembre 1907. Il est mort le 20 février 1981 en Belgique. Fils de l’industriel Henri Koller et de Léontine Lombaerts, il avait épousé Paulette Liliane Desjardins, de Calais.
Après ses Humanités modernes et son service militaire (de 1928 à 1929 à Lille), il commença sa carrière de généalogiste en 1931 avec quelques publications dans L'Intermédiaire des chercheurs et curieux. Il fut jusqu’en 1940 le correspondant de nombreuses publications à caractère historique, généalogique ou héraldique. À partir de 1940, il publia ses nombreuses recherches et notamment son Annuaire des Familles Patriciennes de Belgique, dont six volumes ont été publiés entre 1940 et 1945, avec un dernier volume comprenant un index, un addenda et un corrigenda par Willy van Hille en 1968. Il édita également plusieurs revues généalogiques, malheureusement éphémères, qu’étaient l’Ecusson (1945 – 1946), le Blason (1946 – 1956) ou la Revue générale (1962). Ses nombreuses publications sont restées des ouvrages de référence.
Il habitait au n° 3 de la rue Van Bemmel à Saint-Josse-ten-Noode.

## Œuvre
Outre ses nombreux travaux publiés dans les revues dont il était l'éditeur, son œuvre figure, de manière non exhaustive, ci-après :  
- Généalogie de la famille De Pape (1288-1939), 1939, 31 pages,
- Annuaire des Familles patriciennes de Belgique, 1 à 3, (1940-1942), 1940,
- Annuaire des Familles patriciennes de Belgique, 4 à 6, (1943-1968), 1943,
- Reconstitution d'un registre de la bourgeoisie de Hal, 1945,
- Le livre de bourgeoisie de Hal en Brabant, 1972,
- Armorial bruxellois, dans la revue Le Blason, T. I, 1946 - 1947,
- Genealogische geschiedenis van St-Niklaas en Nieuwkerken, 1952, Bruxelles, 96 pages,
- Armorial ancien et moderne de la commune de Saint-Josse-ten-Noode, Office de Publicité, 41 pages,
- International register of nobility. Dictionnaire généalogique de la Noblesse européenne II (1959-1960), 1960,
- Recueil héraldique belge, 1960, 136 pages,
- Sceaux et cachets armoriés reposant dans les divers dépôts d'archives de Belgique, 1956,
- Sceaux et cachets armoriés conservés dans les dépôts d'A.E. en Belgique, édition 2, tome 1, 1967,
- Sceaux et cachets armoriés conservés dans les dépôts d'A.E. en Belgique édition 2, tome 2, 1967,
- Indices de Staten van Goed, de Saint-Nicolas, Archives communales,
- Wapenboek van het Land van Waas (Armorial ancien et moderne du Pays de Waes), 1967, Handzame, Familia et Patria, 105 pages,
- Les bandes d'ordonnances, de Jean sans Peur aux Archiducs Albert et Isabelle, 1981,
- Au service de la Toison d'or (Les officiers), 1971, 167 pages,
- Généalogie de la famille van der Elst (branches de Vlesembeeck et d'Uccle),
- Gens de chez nous dans les divers ordres de chevalerie sous l'Ancien Régime, préfacé par M. Louis Robyns de Schneidauer, Dison, 1974, 292 pages,
- Les Belges admis dans les ordres militaires espagnols,
- Armorial ancien et moderne de Belgique, 1979, 250 pages,
- Livre d'or de la Noblesse et du Patriciat de Saint-Marin (éditions de Feniks),
- Les ordres équestres de la République de Saint-Marin (éditions de Feniks),
- Saint-Marin, la plus ancienne et la plus petite des Républiques (éditions de Feniks),
- Histoire de la Principauté de Monaco, (éditions de Feniks), 1963, 31 pages,
- Histoire de la Principauté de Liechtenstein (éditions de Feniks),
- Andorre, dernier Etat féodal (éditions de Feniks).